# Endurance Idahor
Endurance Idahor (ur. 22 sierpnia 1984  – zm. 6 marca 2010) – nigeryjski piłkarz
grający na pozycji napastnika. Ostatnim klubem w jego karierze był Al-Merreikh Omdurman.

## Kariera
Swoją karierę zaczynał w zespole Igbino Babes. W latach 199–2001 występował w zespole juniorskim. W latach 2001–2003 wystąpił w 23 spotkaniach pierwszej drużyny zdobywając 8 goli. W 2003 roku odszedł do zespołu Julius Berger FC. W zespole wystąpił w 27 spotkaniach zdobywając 19 goli.
Od 2006 roku był zawodnikiem Al-Merreikh Omdurman. Dla swojego ostatniego klubu we wszystkich rozgrywkach zdobył 67 goli. Sezon 2004/2005 spędził w zespole Dolphins FC. Dla tego zespołu wystąpił w 41 spotkaniach strzelając 23 bramki. Od 2006 roku był piłkarzem El-Merreikh. Wystąpił w tym czasie w 176 meczach zdobywając 118 goli. Podczas czteroletniego pobytu w drużynie El-Merreikh w 2009 roku został wypożyczony na rok do klubu Al-Nasr Dubaj. W barwach drużyny ze Zjednoczonych Emiratów Arabskich wystąpił w 23 meczach zdobywając 8 goli. Podczas meczu El-Merriekh Al-Amal ucierpiał w starciu z jednym z rywali. Na skutek starcia osunął się na murawę. Pomimo udzielenia mu pomocy zmarł w karetce w drodze do szpitala.

## Reprezentacja
Pierwszy w karierze mecz w reprezentacji narodowej rozegrał w 2002 roku. występował w reprezentacji do 2005 roku. W barwach drużyny narodowej do lat 23 wystąpił w 17 spotkaniach zdobywając 7 goli.